# Liste de femmes ministres guinéens
Cette liste des femmes ministres guinéennes recense, par gouvernement, toutes les femmes qui ont été membres d'un gouvernement depuis le gouvernement Ahmed Sékou Touré à nos jours.

## Sous la présidence de Sékou Touré (1958-1984)
- Loffo Camara, secrétaire d'État aux Affaires sociales de 1961 à 1968 ;
- Hadja Mafory Bangoura, ministre des Affaires sociales de 1970 à 1976 ;
- Jeanne Martin Cissé, ministre des Affaires sociales de 1976 à 1984.

## Sous la présidence de Lansana Conté (1984-2008)
- Mahawa Bangoura, ministre des Affaires étrangères de 2000 à 2002.
- Fatoumata Kaba, ministre des Affaires étrangères de 2005 à 2006.

## Gouvernement Kouyaté (28 mars 2007)
- Paulette Kourouma, ministre de la Justice et des Droits de l’Homme (28 mars 2007 au 20 mai 2008).
- Maimouna Bah, ministre de la Santé publique (28 mars 2007 au 20 mai 2008).
- Hadja Tété Nabé, ministre des Affaires sociales et des Conditions féminines et de l'enfance (28 mars 2007 au 20 mai 2008).

## Gouvernement Souaré (19 juin 2008)
- Makalé Traoré, ministre de la Fonction publique, de la Réforme de l'État et de la Modernisation de l'administration (19 juin au 24 décembre 2008).
- Mariam Béavogui, ministre de la Santé (19 juin au 24 décembre 2008).

- Germaine Mangué, ministre des Affaires sociales, de la Promotion féminine et de l'Enfance (19 juin au 24 décembre 2008).

- Maïmouna Diallo, ministre du Tourisme (19 juin au 24 décembre 2008).

## Gouvernement Komara (14 janvier 2009)
- Aicha Bah, ministre de l’Enseignement pré universitaire, technique, professionnel, et de l’éducation civique (14 janvier 2009 au 26 janvier 2010).
- Hadja Makoura Sylla, ministre de la Promotion féminine et de l’Enfance (14 janvier 2009 au 26 janvier 2010).

## Gouvernement Doré (15 février 2010)
- Zénab Saïfon Diallo ministre du Plan et de la Coopération internationale (15 février au 21 décembre 2010).
- Mariama Penda Diallo, ministre d’État, ministre du Travail, de la Réforme administrative et de la Fonction publique (15 février au 21 décembre 2010).
- Nanfadima Magassouba, ministre de la Solidarité nationale, de la Promotion féminine et de l’Enfance (15 février au 21 décembre 2010).
- Mariama Béavogui, ministre de la Micro-Finance, du Secteur informel, de l'Emploi des Jeunes et des femmes (15 février au 21 décembre 2010).
- Mariam Diallo, ministre du Tourisme, de l’Hôtellerie et de l’Artisanat (15 février au 21 décembre 2010).

## Gouvernement Said Fofana I (24 décembre 2010)
Il est composé de 5 femmes ministres d'État et de 4 ministres déléguées.

### Ministres
- Fatoumata Tounkara, ministre du Travail et de la Fonction publique.
- Nanténin Chérif, ministre des Affaires sociales, de la Promotion féminine et de l’Enfance (jusqu'au 06/10/2012)
- Hadja Diaka Diakité, ministre des Affaires sociales, de la Promotion féminine et de l’Enfance.
- Bah Ramatoulaye, ministre de l’Industrie et des PME.
- Hadja Rougui Barry, ministre chargée des Guinéens de l'étranger.

### Ministres déléguées
- Hadja Diaka Diakité, ministre déléguée aux Affaires sociales et à la Promotion féminine et à l’Enfance (jusqu'au 06/10/2012)
- Mimi Coumbassa, ministre déléguée aux Affaires sociales et à la Promotion féminine et à l’Enfance.
- Hadja Rougui Barry, ministre déléguée aux Guinéens de l'étranger.

## Gouvernement Said Fofana II (janvier 2014 à décembre 2015)
Le gouvernement Saidou Fofana (2) est le deuxième gouvernement de la Guinée sous le régime du président Alpha Condé, Proposé par le Premier ministre Mohamed Saïd Fofana, il compte 5 femmes.

### Ministres
- Kadiatou N'Diaye, ministre de l'Environnement, des Eaux et Forêts.
- Domani Doré, ministre des Sports.
- Sanaba Kaba, ministre de l'Action sociale, de la Promotion féminine et de l'Enfance.
- Jacqueline Marthe Sultan, ministre de l'Agriculture.
- Fatoumata Binta Diallo, ministre de l'Industrie, des PME et de la Promotion du secteur privé.

## Gouvernement Youla (26 décembre 2015 au 17 mai 2018)
Le gouvernement Youla est le troisième gouvernement de la Guinée sous le régime du président Alpha Condé. Proposé par le Premier ministre Mamady Youla, il compte 8 femmes.

### Ministres
- Christine Sagno, ministre de l’Environnement, des Eaux et Forêts (jusqu'au 27 février 2017).
- Aissatou Baldé, ministre de l’Environnement, des Eaux et Forêts (27 février 2017 à mai 2018).
- Makalé Camara, ministre des Affaires étrangères et des Guinéens de l'étranger.
- Mama Kanny Diallo, ministre du Plan et de la Coopération internationale.
- Malado Kaba, ministre de l’Économie et des Finances.
- Oumou Camara, ministre des Travaux publics.
- Sanaba Kaba, ministre de l’Action sociale, de la Promotion féminine et de l’Enfance.
- Jacqueline Marthe Sultan, ministre de l'Agriculture.

## Gouvernement Kassory I (26 mai 2018)
Le gouvernement Kassory I est le quatrième gouvernement de la Guinée sous la présidence d'Alpha Condé. Proposé par Ibrahima Kassory Fofana, il compte 5 femmes. Il est en fonction à partir du 26 mai 2018.
- Mama Kanny Diallo, ministre du Plan et du Développement économique.
- Hawa Béavogui, ministre des Droits et de l'Autonomisation des femmes.
- Mariama Sylla, ministre de l'Action sociale, de la Promotion féminine et de l'Enfance.
- Djènè Keita, ministre de la Coopération et de l'Intégration africaine.
- Mariama Camara, ministre de l'Agriculture.

### Remaniement du19 juin 2020
- Salla Fanta Camara, ministre d'État, ministre du Tourisme, de l'Hôtellerie et de l'Artisanat.
- Mama Kanny Diallo, ministre du Plan et du Développement économique.
- Bountouraby Yattara, ministre de l'Énergie.
- Hawa Béavogui, ministre des Droits et de l'Autonomisation des femmes.
- Mariama Sylla, Ministre de l'Action sociale, de la Promotion féminine et de l'Enfance.
- Djénabou Dramé, ministre de l'Enseignement technique, de la Formation professionnelle, du Travail et de l'Emploi.
- Djènè Keita, ministre de la Coopération et de l'Intégration africaine.
- Mariama Camara, ministre de l'Agriculture.

## Gouvernement Kassory II (5 septembre 2021)
Le gouvernement Kassory II est le cinquième gouvernement guinéen sous la présidence d'Alpha Condé. Proposé par Ibrahima Kassory Fofana, il est en fonction à partir du 19 janvier 2021. Il compte 11 femmes.
- Aissatou Baldé, ministre de la Jeunesse et de l'Emploi jeune.
- Mama Kanny Diallo, ministre du Plan et du Développement économique.
- Kadiatou Emilie Diaby, ministre des Travaux publics.
- Bountouraby Yattara, ministre de l'Énergie.
- Hawa Béavogui, ministre des Droits et de l'Autonomisation des femmes.
- Djénabou Dramé, ministre de l'Enseignement technique, de la Formation professionnelle, du Travail et de l'Emploi.
- Salla Fanta Camara, ministre d'État, ministre du Tourisme, de l'Hôtellerie et de l'Artisanat.
- Djalikatou Diallo, ministre de l'Unité nationale et de la Citoyenneté[4].
- Sonna Konaté, ministre de la Culture et du Patrimoine historique.
- Mariama Camara, ministre du Commerce.
- Aissata Daffé, ministre de l'Action sociale, de la Promotion féminine et de l'Enfance.

## Gouvernement Béavogui (octobre-novembre 2021)
- Fatoumata Yarie Soumah, ministre de la Justice et des Droits de l'Homme (jusqu'au 31/12/2021)[5].
- Diaka Sidibé, ministre de l'Enseignement supérieur, de la Recherche scientifique et de l'Innovation.
- Aminata Kaba, ministre des Postes, des Télécoms et de l’Économie numérique.
- Aicha Nanette Conté, ministre de la Promotion féminine, de l'Enfance et des Personnes vulnérables.
- Charlotte Daffé, ministre de la Pêche et de l'Économie maritime.
- Rose Pola Pricemou, ministre de l'Information et de la Communication.
- Louopou Lamah, ministre de l'Environnement et du Développement durable.
- Safiatou Diallo, ministre de l'Environnement et du Développement durable (depuis le 18 novembre 2022).